# IRCNet
IRCNet är ett av flera nätverk för IRC.